# 石滩乡 (衡东县)
石滩乡，是中华人民共和国湖南省衡陽市衡东县下辖的一个乡镇级行政单位。

## 行政区划
石滩乡下辖以下地区：
石金村、新虎村、欧塘村、江滨村、双联村、仙鹅村、良建村、乙田村、岭背村、丰山村、新白村、进宝村、长源村、石垅村、松林村、活头村、沈陂村、真陂村、朝霞村、大丰村、真塘村、庆祝村、新进村、莲花村、荷泉村、大泉村、大新村、小泉村、金山村和大山村。